# Warao
Cet article concerne la langue warao. Pour le peuple warao, voir Waraos.
 (mai 2021).
Si vous disposez d'ouvrages ou d'articles de référence ou si vous connaissez des sites web de qualité traitant du thème abordé ici, merci de compléter l'article en donnant les références utiles à sa vérifiabilité et en les liant à la section « Notes et références ».
Le warao est un isolat linguistique parlé par les Amérindiens waraos, vivant dans le delta du fleuve Orénoque au Venezuela et dans le nord-ouest du Guyana. Cette langue n'est rattachée à aucune autre, même à la famille linguistique des langues arawakiennes à laquelle elle semble étrangère.

## Présentation
On évalue à environ 30 000 locuteurs le nombre de Warao parlant cette langue, qui a un statut de langue minoritaire au Venezuela. 90 % des Warao parlent toujours leur langue et près de 50 % d'entre eux sont bilingues warao-espagnol. Les Waraos qui vivent au Guyana, soit environ 1 000 individus, sont également bilingues warao-anglais. 
Le warao est une langue agglutinante. Dans la typologie syntaxique, c'est l'un des rares cas de langue OSV. Elle se compose de plusieurs dialectes parlés par différentes tribus :
- Haut delta de l'Orénoque : kokuina (Kokuina, Manamo, Makareo)
- Centre du delta de l'Orénoque : hoanarao (Mariusa, Winikina, Arawabisi)
- Bas delta de l'Orénoque et mer des Caraïbes : wasay (Ibaruma, Arature, Amakuro)
- Bas delta de l'Orénoque et Guyana : arawao (Merejina, Sakupana)

## Histoire
Après la mort de son ami Jules Crevaux, Eugène Lejanne rédige un récit de voyage chez les Guaraounas, nom qu'il donne au peuple parlant le warao, basé sur les notes de Crevaux, qu'il publie dans Le Tour du monde en 1881.
Le père missionnaire espagnol Basilio Maria Barral (1901-1992) s'est spécialisé dans l'étude du warao lors de son long séjour au Venezuela parmi les Warao. Il a édité plusieurs ouvrages linguistiques sur le sujet, dont un dictionnaire castillan-warao.